# Martin Ljung
Martin Ljung (født 15. august 1917 i Notviken, Luleå, død 30. september 2010 i Stockholm) var en svensk komiker og skuespiller.

## Biografi
Martin Ljung tilhørte kernetruppen i Povel Ramels Knäppupp-produktioner. Samarbejdet med Ramel begyndte, da Ljung med sin karakteristiske basstemme efterlignede et biograforgel i radioprogrammet Frukostklubben 1947. I den allerførste Knäppupp-revy Akta huvet fra 1952 var han en succes som den hypokondriiske karakteren Viking. Flere af Ljungs monologer og onelinere er blevet åbenlyse klassikere i svensk humor. Dette inkluderer "Fingal Olsson", "55 Olga", "Rock-Fnykis", "Ester" og "Skojten". En anden populær skitse med Ljung var "Guben I Låddan" sammen med Hans Alfredson.
Skitserne "Fingal Olsen" og "Kanonkungen Folke Lavetti" finns lavet på dansk med Dirch Passer ved navn "Urban Olsen" og "Kanonkongen".
I midten af 1960'erne havde Martin Ljung hovedrollen i den svenske version af radioserien Dickie Dick Dickens. Han var involveret i flere af Knäppupps filmproduktioner, herunder I Rök Och Dans, Ratataa, Far Till Sol Och Vår og Den Store Amatören.
Han spillede farlig pirat (Jocke med kniven) i Pippi Langstrump På De Sju Haven fra 1970 og var i Per Oscarssons film Sverige Åt Svenskerna fra 1980. Filmdebuten fandt imidlertid sted så tidligt som i 1947 i Tappa Ikke Sugen.
Han samarbejdede ofte med Hasseåtage, herunder i Spader Madame! på Oscars Theatre i 1969, filmen Æblekrigen fra 1971 og revyen Glaset I Örat i Berns i 1973. I 1973 spillede han også en revy med Hagge Geigert i Göteborg. I 1979 og 1980 spillede han komedie mod Inga Gill på Nya Teatern i Göteborg, herunder i Plaza Suite af Neil Simon. Han spillede også rollen som onkel Frippe i børneprogrammet Farbror Frippes Skafferi i 1976.
Martin Ljung beviste ofte, at man med små midler kunne gøre en birolle til en førende rolle, for eksempel da han spillede tjeneren i Charleys Tant fra 1977, lommetyven i Rampfeber fra 1983 og moralisten i Gamle Adam fra 1984, alt sammen på Vasan i Stockholm. Han optrådte i musikalen Spök fra 1981 og i Skål på Maximteatern i 1985. I de tidlige 1990'ere lavede Martin Ljung en karriere som stand-up komiker med nyligt skrevet materiale blandet med klassikere som "Fingal Olsson" og "Ester".
Ljung døde den 30. september 2010 i sit hjem i Stockholm. Han begraves på Galärvarvskyrkogården i Stockholm.